# 358 (číslo)
Tři sta padesát osm je přirozené číslo, které následuje po čísle tři sta padesát sedm a předchází číslu tři sta padesát devět. Římskými číslicemi se zapisuje CCCLVIII a řeckými číslicemi τνη.

## Matematika
358 je:
- Poloprvočíslo
- Nešťastné číslo
- Součet šesti po sobě jdoucích prvočísel (47 + 53 + 59 + 61 + 67 + 71)

## Astronomie
- (358) Apollonia je planetka hlavního pásu, kterou objevil v roce 1893 Auguste Charlois

## Doprava
- Silnice II/358 je česká silnice II. třídy vedoucí na trase Slatiňany – Chrast – Skuteč – Zderaz – Nové Hrady – Litomyšl – Česká Třebová[1][2][3]

## Ostatní
- +358 je mezinárodní telefonní předvolba Finska

## Roky
- 358
- 358 př. n. l.